# 齿丝山韭
齿丝山韭（学名：Allium nutans）为葱科葱属的植物。分布在俄罗斯西伯利亚、中亚地区以及中国大陆的新疆等地，见于草原或湿地，目前已由人工引种栽培。